# Partido Chivilcoy
Chivilcoy ist ein Partido im Norden der Provinz Buenos Aires in Argentinien. Laut einer Schätzung von 2019 hat der Partido 68.062 Einwohner auf 2.075 km². Der Verwaltungssitz ist die Stadt Chivilcoy.

## Orte
- Chivilcoy (Verwaltungssitz)
- Moquehuá
- Gorostiaga
- Emilio Ayarza
- La Rica
- San Sebastián
- Benítez
- Henry Bell
- Indacochea
- Palemon Huergo
- Ramón Biaus